# Amarga victoria (película de 1957)
Amarga victoria (Bitter Victory) es una película francoestadounidense de 1957, del género bélico, dirigida por Nicholas Ray y con actuación de Richard Burton y Curd Jürgens.

## Sinopsis
El Estado Mayor británico envía al mayor Brand y al capitán Leith a una misión a Bengasi, para recuperar documentos robados por los alemanes. Allí nace una fuerte rivalidad entre los dos hombres, Leith se enamora de la esposa de Brand, y su conflicto altera el buen desarrollo de la misión.

## Reparto
- Richard Burton: Capitán Leith
- Curd Jürgens: Mayor David Brand
- Ruth Roman: Jane Brand
- Raymond Pellegrin: Mekrane
- Anthony Bushell: General R.S. Patterson
- Alfred Burke: Teniente coronel Michael Callander
- Sean Kelly: Teniente Barton
- Ramón de Larrocha: Teniente Sanders
- Christopher Lee: Sargento Barney
- Ronan O'Casey: Sargento Dunnigan
- Fred Matter: Coronel Lutze
- Raoul Delfosse: Teniente Kassel
- Andrew Crawford: Soldado Roberts
- Nigel Green: Soldado Wilkins
- Harry Landis: Soldado Browning

## Premios y nominaciones
- Nominación al León de Oro de 1957 en el Festival Internacional de Cine de Venecia para Nicholas Ray